# ديف هانسون (سياسي)
ديف هانسون هو سياسي كندي، ولد في 1953 في كندا. حزبياً، نشط في United Conservative Party ‏. وقد انتخب عضو الجمعية التشريعية ألبرتا عن دائرة Lac La Biche-St. Paul-Two Hills ‏ خلال فترته النيابية ‏.